# D-Unit
D-Unit (em coreano:  디유닛) foi um girl group sul-coreano que promoveu sob a D-Business Entertainment. O conceito do grupo inclui a adição de uma nova integrante a cada ciclo de promoção. O grupo estreou como um trio formado por Ram, UJin e Zin com um álbum de estúdio, cuja faixa principal é "I’m Missin’ You", em 1º de agosto de 2012. Sua apresentação de estreia ocorreu em 2 de agosto de 2012 no M! Countdown. Em março de 2013, D-UNIT acrescentou sua primeira integrante convidada, JNey, que faz parte do GP Basic.

## Integrantes

### Atuais
| Nome artístico | Nome artístico | Nome de nascimento | Nome de nascimento | Data de nascimento               |
| Romanizado     | Hangul         | Romanizado         | Hangul             | Data de nascimento               |
| -------------- | -------------- | ------------------ | ------------------ | -------------------------------- |
| R.A.M          | 람             | Jeon Wooram        | 전우람             | 21 de setembro de 1987 (37 anos) |
| Z.I.N          | 진             | Kwak Soojin        | 곽수진             | 10 de abril de 1993 (31 anos)    |

### Passadas
| Nome artístico | Nome artístico | Nome de nascimento | Nome de nascimento | Data de nascimento               |
| Romanizado     | Hangul         | Romanizado         | Hangul             | Data de nascimento               |
| -------------- | -------------- | ------------------ | ------------------ | -------------------------------- |
| JNey           | 제이니         | Byeon Seungmi      | 변승미             | 14 de dezembro de 1998 (26 anos) |
| UJin           | 유진           | Jung Yoojin        | 정유진             | 23 de outubro de 1989 (35 anos)  |

## Discografia
Álbuns de estúdio
| Título                                                                                       | Detalhes do álbum                                                                                        | Melhores posições nas paradas | Lista de faixas | Vendas      |
| Título                                                                                       | Detalhes do álbum                                                                                        | KOR                           | Lista de faixas | Vendas      |
| -------------------------------------------------------------------------------------------- | --- | ----------------------------- | --- | ----------- |
| Welcome To Business                                                                          | - Lançamento: 1 de agosto de 2012 - Gravadora: D-Business Entertainment - Formatos: CD, download digital | —                             | Lista de faixas 1. Crush (feat. Dok2) 2. I’m Missin’ You 3. 늦잠 4. Turn The Lights On 5. Stereo 6. Goodbye Tata 7. Luv Vision 8. 기념일 9. 주말이 오기전에                         |             |
| Affirmative Chapter. 1                                                                       | - Lançamento: 4 de março de 2013 - Gravadora: D-Business Entertainment - Formatos: CD, download digital  | —                             | Lista de faixas 1. Live Until the End (feat. Vasco) 2. 얼굴보고 얘기해 [Talk to My Face] 3. Lockdown 4. Alone 5. Sleeping In Part.2 (feat. C-Luv) 6. 허수아비 [Scarecrow] 7. Luv Me | KOR: 1.910+ |
| "—" indica lançamentos que não figuraram nas paradas ou que não foram lançados nessa região. | |                               | |             |

Singles
| 2012                                                                                         |    |    |                        |
| "I'm Missin' You"                                                                            | 57 | 45 | Welcome To Business    |
| "Luv Me"                                                                                     | 93 | 91 | Affirmative Chapter. 1 |
| 2013                                                                                         |    |    | Affirmative Chapter. 1 |
| "Talk To My Face"                                                                            | 53 | —  | Affirmative Chapter. 1 |
| "Thank You"                                                                                  | 75 | —  | Thank You (Single)     |
| "It's You"                                                                                   | —  | —  | It's You               |
| "—" indica lançamentos que não figuraram nas paradas ou que não foram lançados nessa região. |    |    |                        |

### Videoclipes
| Ano  | Videoclipe                          | Duração |
| ---- | ----------------------------------- | ------- |
| 2012 | "Im Missin' You"                    | 3:28    |
| 2012 | "Luv Me"                            | 3:15    |
| 2013 | "얼굴보고 얘기해 (Talk to My Face)" | 3:38    |
| 2013 | "Thank You (feat. Beenzino)"        | 3:22    |